# Campeonato Mineiro 1961
In 1961 werd het 47ste Campeonato Mineiro gespeeld voor voetbalclubs uit de Braziliaanse staat Minas Gerais. De competitie werd gespeeld van 19 augustus 1961 tot 13 juni 1962 en werd georganiseerd door de FMF. Cruzeiro werd kampioen, de club plaatste zich voor de Taça Brasil 1962.
Voor het eerst werd er een Segunda Divisão ingevoerd werd als nieuwe tweede profklasse. 

## Eindstand
| Plaats | Club             | Wed. | W  | G  | V  | Saldo | Ptn. |
| ------ | ---------------- | ---- | -- | -- | -- | ----- | ---- |
| 1.     | Cruzeiro         | 26   | 18 | 3  | 5  | 52:23 | 39   |
| 2.     | América          | 26   | 14 | 9  | 3  | 55:28 | 37   |
| 3.     | Atlético         | 26   | 16 | 3  | 7  | 49:30 | 35   |
| 4.     | Democrata-SL     | 26   | 12 | 6  | 8  | 39:36 | 30   |
| 5.     | Guarani          | 26   | 11 | 8  | 7  | 29:22 | 30   |
| 6.     | Uberaba          | 26   | 12 | 5  | 9  | 38:32 | 29   |
| 7.     | Siderúrgica      | 26   | 10 | 6  | 10 | 34:35 | 26   |
| 8.     | Pedro Leopoldo   | 26   | 9  | 7  | 10 | 45:51 | 25   |
| 9.     | Villa Nova       | 26   | 7  | 9  | 10 | 37:36 | 23   |
| 10.    | Valeriodoce      | 26   | 8  | 6  | 12 | 29:49 | 22   |
| 11.    | Renasença        | 26   | 5  | 10 | 11 | 30:35 | 20   |
| 12.    | Bela Vista       | 26   | 7  | 6  | 13 | 37:53 | 20   |
| 13.    | Sete de Setembro | 26   | 3  | 9  | 14 | 30:44 | 15   |
| 14.    | Meridional       | 26   | 4  | 5  | 17 | 29:59 | 13   |

|  | Kampioen            |
|  | Degradatie play-off |
|  | Degradatie          |

### Kampioen
| Campeonato Mineiro de 1961 |
| -------------------------- |
| CRUZEIRO 12º Titel         |

## Degradatie play-off
Heen
|             |             |       |                |                                 |
| 13 mei 1962 | Renasença   | 2 – 3 | Bela Vista     | Stadion América, Belo Horizonte |
| 13 mei 1962 | Zeca Rafael |       | , Ica Nenenzão | Stadion América, Belo Horizonte |

Terug
|             |            |       |                     |                                  |
| 17 mei 1962 | Bela Vista | 1 – 4 | Renasença           | Stadion Atlético, Belo Horizonte |
| 17 mei 1962 | Jair       |       | Jair Robson , Guido | Stadion Atlético, Belo Horizonte |

Beslissende wedstrijd
|             |            |       |            |                                          |
| 19 mei 1962 | Renasença  | 2 – 0 | Bela Vista | Stadion Sete de Setembro, Belo Horizonte |
| 19 mei 1962 | Jair Guido |       |            | Stadion Sete de Setembro, Belo Horizonte |

Renasença bleef in de hoogste klasse, Bela Vista speelde nog een extra play-off tegen de kampioen uit de tweede klasse. 

## Degradatie/promotie play-off
Heen
|             |         |       |            |                                            |
| 3 juni 1962 | Itaú    | 1 – 0 | Bela Vista | Estádio Engenheiro Jorge Oliva, Pratápolis |
| 3 juni 1962 | Dorival |       |            | Estádio Engenheiro Jorge Oliva, Pratápolis |

Terug
|             |               |       |      |             |
| 17 mei 1962 | Bela Vista    | 2 – 0 | Itaú | Sete Lagoas |
| 17 mei 1962 | Ivo Chiquinho |       |      | Sete Lagoas |

Beslissende wedstrijd
|             |            |              |                |                                 |
| 19 mei 1962 | Bela Vista | 2 – 2 (n.v.) | Itaú           | Stadion América, Belo Horizonte |
| 19 mei 1962 | Fifi Jair  |              | Dorival Rilson | Stadion América, Belo Horizonte |

Omdat Bela Vista meer gescoord had mocht deze club uiteindelijk in de hoogste klasse blijven. 